# 飛燕諾球場
飛燕諾球場是位於荷蘭鹿特丹的足球場。球場由1937年起便是傳統荷蘭勁旅飛燕諾的主場，球場曾舉行2000年歐洲國家盃的比賽，更是決賽場地。

## 外部連結
- De Kuip Official Website （页面存档备份，存于）
- De Kuip at Footballmatch.de （页面存档备份，存于）
- Aerial photo (Google Maps) （页面存档备份，存于）
- 3D format on Google Earth （页面存档备份，存于）

51°53′38.02″N 4°31′23.71″E / 51.8938944°N 4.5232528°E